# پونسن
پونسن (به فرانسوی: Poncin) یک کمون در فرانسه است که در Canton of Poncin واقع شده‌است.

## خصوصیات
پونسن ۱۹٫۷۷ کیلومترمربع مساحت و ۱٬۵۹۲ نفر جمعیت دارد و ۲۶۵ متر بالاتر از سطح دریا واقع شده‌است.